# Metandrocarpa sterreri
Metandrocarpa sterreri is een zakpijpensoort uit de familie van de Styelidae. De wetenschappelijke naam van de soort is voor het eerst geldig gepubliceerd in 1972 door Monniot.